# Horgs kommun
Horgs kommun (norska: Horg kommune) var en kommun i Sør-Trøndelag fylke i Norge. Kommunen omfattade den södra delen av nuvarande Melhus kommun. Tätorten Lundamo utgjorde kommunens centralort.

## Administrativ historik
Horgs kommun upprättades 1841 genom utbrytning ur Størens kommun. Kommunen hade 2 374 invånare vid upprättandet.
Den 1 januari 1964 gick kommunen upp i Melhus kommun. Kommunens hade då 2 560 invånare.